# 菲律賓眼鏡蛇
菲律賓眼鏡蛇（學名：Naja philippinensis，英語：Philippine Cobra），是眼鏡蛇屬的生物。具毒性，主要分布於菲律賓呂宋、民都洛、卡坦端內斯省及馬斯巴特島等島嶼。在他加祿語中，菲律賓眼鏡蛇又稱「ulupong」。

## 特徵與習性
菲律賓眼鏡蛇整體比例較其他蛇種短胖，約長1.7米，而大部分身處民都洛島更有兩米之長。身體顏色會由年輕時的暗棕色，逐漸蛻為成熟期的淺棕色，喉頸位置有時會有一條黑色的長紋。頸部附近有二十數環的蛇鱗，軀體中部有21環蛇鱗，腹部有182至193環蛇鱗，尾部位置有36至49環蛇鱗。鱗紋分布有時並不平均。

## 分布及棲身地
菲律賓眼鏡蛇主要分布於菲律賓，除了呂宋諸島之外，亦散見於其它群島；而卡拉綿群島及巴拉望島的蛇蹤紀錄，則尚待進一步的確認。菲律賓眼鏡蛇的棲身地大致為耕地、民眾聚居地及密林之中。

## 飲食及繁殖
菲律賓眼鏡蛇主要進食鼠類、蛙類及小型的哺乳類動物。雌蛇每次生產10至20枚蛇卵，並會作出60至70天的孵育。

## 毒性
菲律賓眼鏡蛇最著名的是其劇毒。牠的毒素是所有眼鏡蛇種中最強力的，其毒性主要影響中毒者的心臟機能及呼吸系統，令其在1小時內迅速死亡。
菲律賓眼鏡蛇的蛇毒主要是神經毒素，這些毒素嚴重影響神經訊號的輸送，造成神經與肌肉之間聯繫的障礙，中毒表徵有頭痛、嘔吐、腹痛、腹瀉、暈眩等。兒童中毒後，更會直接出現昏厥或痙攣的反應，這些反應將會是判斷其所中蛇毒種類的重要現象。而被菲律賓眼鏡蛇毒的影響之下，亦會出現低血壓的常見徵狀，可是高血壓甚至心跳過快及過慢等各類現象亦很常見，因此中毒後的實際反常反應可能有極大變化。最終，中毒者會因為呼吸系統癱瘓而死亡。

## 保育狀況
其被列為《瀕危野生動植物種國際貿易公約》附錄二的物種，被限制出口及貿易。

## 外部連結
- 美國海軍醫學研究報告
- 國家地理頻道：十大致命毒蛇 （页面存档备份，存于）
- 菲律賓眼鏡蛇及HerpaWorld：菲律賓眼鏡蛇
- 眼鏡蛇資料
- 全球十大毒蛇